# یواس‌اس انیکس (پی‌وای‌سی-۵)
یواس‌اس انیکس (پی‌وای‌سی-۵) (به انگلیسی: USS Onyx (PYc-5)) یک کشتی بود که طول آن ۱۱۸ فوت ۷ اینچ (۳۶٫۱۴ متر) بود. این کشتی در سال ۱۹۲۴ ساخته شد.